# Луисми
Луис Мигель Санчес Бенитес (исп. Luis Miguel Sánchez Benítez), более известный под своим именем Луисми (исп. Luismi; 5 мая 1992, Пуэрто-Серрано, Испания) — испанский футболист, полузащитник клуба «Реал Овьедо».

## Клубная карьера
Свою футбольную карьеру начал в молодёжном составе «Севильи». В 2011 года он дебютировал за «Севилью С» выступавшая в «Терсере».
В июне 2012 года подписал свой первый профессиональный контракт с «Севильей Атлетико». 11 ноября того же года в матче против «Реала Хаэна» (1:0) получил перелом черепа. 31 марта 2014 года он вышел на поле в матче против того же соперника (0:1).
1 февраля 2014 года, Унай Эмери заявил Луисми на матчи против «Малаги», 8 марта против «Альмерии», но главный тренер не выпустил его.
3 июля 2014 года Луисми подписал новый двухлетний контракт с «Севильей Атлетико».12 августа 2014 был заявлен на матч Суперкубок УЕФА 2014, но на поле он так и не вышел (0:2). 23 августа дебютировал за основной состав «Сивильи» в матче против «Валенсии» сменив на 80 минуте Висенте Иборрe (1:1).
30 июля 2015 года подписал контракт с «Севильей», взял 16 номер в команде. Но с приходом Федерико Фасио в 2016 пришлось отдать ему свой номер.
29 июня 2016 года подписал контракт на два года с футбольным клубом «Реал Вальядолид», сменив в качестве свободного агента «Севилью»